# Skeiða- og Gnúpverjahreppur
Skeiða- og Gnúpverjahreppur és un municipi d'Islàndia a la regió de Suðurland, i un dels pocs que no tenen sortida al mar. Té una extensió de 2.232 km² i una població de 617 habitants a primer de gener de 2025.
El municipi va ser creat el 9 de juny de 2002 mitjançant la fusió dels antics municipis de Skeiðahreppur i Gnúpverjahreppur.
Les principals poblacions del municipi són Árnes i Brautarholt.